# Stephan Hegyi
Stephan Hegyi (* 25. Juli 1998 in Wien) ist ein österreichischer Judoka. Er trägt den 1. Dan.

## Laufbahn
Hegyi begann seine Laufbahn beim Budoclub Wien. Zu Hegyis Förderern beim Sport Club Hakoah Wien gehörten mit Peter Seisenbacher, Axel Eggenfellner und Filip Sarafov drei ehemalige Spitzenjudoka.
Im Kadetten-, Junioren- und U23-Bereich wurde Hegyi insgesamt elf Mal österreichischer Meister, 2016 errang er erstmals im Erwachsenenbereich Gold im Schwergewicht bei den österreichischen Staatsmeisterschaften.
Auf internationaler Ebene holte er 2015 bei der Kadetten-Weltmeisterschaft in Sarajevo Bronze, bei den Junioren-Weltmeisterschaften 2017 Silber und wurde im selben Jahr Zweiter Grand Prix in Zagreb. Bei den Europameisterschaften 2018 gewann Hegyi die Bronzemedaille. Ein Jahr später erkämpfte er ebenfalls Bronze bei den Europameisterschaften 2019, die im Rahmen der Europaspiele in Minsk ausgetragen wurden. Hegyi ist Sportler des Heeressportzentrums des Österreichischen Bundesheers, in welchem er den Dienstgrad eines Korporals trägt.
2021 (Antalya) und 2022 (Tel Aviv) erreichte er jeweils bei einem Grand Slam den dritten Platz.
2022 konnte Hegyi aufgrund eines Kreuzbandrisses mehr als neun Monate nicht bei Wettbewerben antreten. Im Herbst 2023 riss er sich kurz vor seiner geplanten Rückkehr das Kreuzband im anderen Knie.
Hegyi konnte aufgrund zweier Kreuzbandrisse im Knie sowie eines Achillessehnenrisses über einen Zeitraum von 20 Monaten nicht an Judowettkämpfen teilnehmen. Bei seiner Rückkehr im Oktober 2024 gewann er bei der Österreichischen Staatsmeisterschaft Gold in der Gewichtsklasse +100 kg.